# Betrén
Betrén (oficialmente en occitano: Betren) es una población del municipio de Viella y Medio Arán que cuenta con 571 habitantes,  situada en el tercio de Castièro en la comarca del Valle de Arán en la provincia de Lérida (Pirineos españoles), forma una entidad municipal descentralizada. 
El 23 de mayo de 2008 acogió la constitución formal de la Academia de la Lengua Occitana.

## Monumentos y lugares de interés

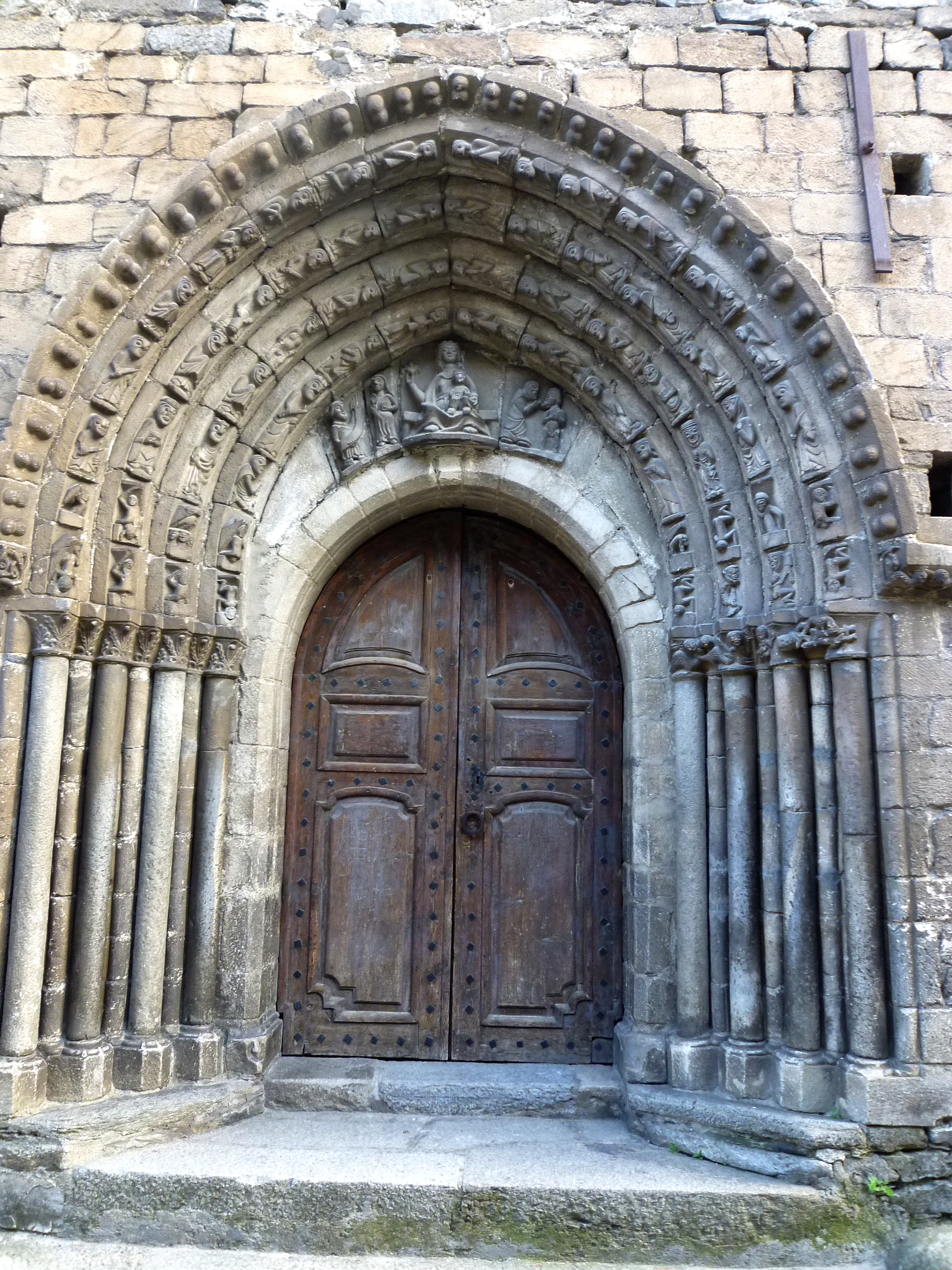
Iglesia de San Esteban

- Iglesia de San Saturnino
- Iglesia de San Esteban
- Escuela Garona
- Instituto de Arán.

## Cultura

### Festividades
- 3 de octubre - Fiesta Mayor del Rosario.